# Pont Narrows
Le pont Narrows, aussi connu sous le nom de pont de Fitch Bay fut construit en 1881. Il est l'un des plus anciens ponts couverts encore en place au Québec. Il remplaça le pont conventionnel construit en 1802 qui reliait les villes de Georgeville et de Stanstead Plain (aujourd'hui Stanstead).

## Histoire
Deux constructeurs locaux de Georgeville, Charles et Alexander McPherson, obtinrent en janvier 1881 le contrat de construction pour la somme de 775 $. Les McPherson optèrent pour un pont couvert à structure réticulaire à treillis de type Town. 
Dans les années 1970, la démolition du pont Narrows fit l'objet d'un débat. On choisit finalement de construire un nouveau pont à ses côtés et de rénover le pont couvert. On changea, entre autres, le toit pour un nouveau en tôle et on repeint la structure de bois. Le pont fut fermé à la circulation en 1977.
Le 17 janvier 2019, le pont Narrows a été classé comme immeuble patrimonial par le ministère de la Culture et des Communications.

## Toponyme
Le nom Narrows vient du terme anglais qui désigne la partie la plus étroite de la baie Fitch du lac Memphrémagog (environ 28 m). En français, on pourrait traduire narrows par passe ou chenal.
Le nom Fitch Bay vient de l'ancien village du même nom aujourd'hui fusionné au canton de Stanstead.

## Couleur
Le pont et le lambris sont de couleur rouge sang de bœuf.